# 梅木三吉
梅木三吉（原名為梅木美代志，1929年5月8日—2007年8月28日）是一位爵士及傳統流行音樂歌手與演員，出生於日本北海道小樽，後來加入美國籍，被視為第一代日僑。梅木三吉曾因為與馬龍·白蘭度共同演出《櫻花戀》而獲得1957年的奧斯卡最佳女配角獎。梅木三吉也在1961年電影《花鼓戲》（Flower Drum Song）、百老匯音樂劇及電視劇《埃迪父親的求愛》（The Courtship of Eddie's Father） 中演出。她也曾獲得東尼獎及金球獎的提名，更是首位獲得奧斯卡獎個人演技類的亞洲演員。

## 生平

### 早期
梅木美代志（後來才因為工作而改名）於1929年出生於北海道小樽，也是雙親的第9個孩子（也是年紀最小的一個）。梅木美代志的父親擁有一間鐵工廠。在第二次世界大戰結束後，梅木三吉開始在夜總會演唱，化名為南西·梅木。
早期的梅木三吉主要受到日本傳統的歌舞伎及美國流行音樂的影響。梅木三吉在《The Merv Griffin Show》中結識了她最喜歡的一位美國歌手－比利·艾克斯汀（Billy Eckstine）。

### 演藝生涯
梅木三吉在1950年至1954年間加入歌唱公司RCA Records，並在電影《玩爵士的女孩》（Seishun jazu musu）中演出。她的美國爵士音樂也有獨特的表現，當時她以英日語夾雜或只以其中一種語言來演唱爵士音樂。她在這個時期演唱的歌曲包括It Isn't Fair、Sentimental Me、My Foolish Heart、With A Song In My Heart、Again、Vaya Con Dios、(How Much Is) That Doggie in the Window?及I'll Walk Alone。梅木三吉後來在1955年移居美國，且在《Arthur Godfrey》中演出（她在其中一季是主要演員）。她也跟Mercury Records簽下合約，並發行幾張單曲及2張專輯。
梅木在Godfrey節目中的表現讓她受到導演約書亞·羅根（Joshua Logan）的注意，促使她在電影《櫻花戀》演出。梅木三吉也因為《櫻花戀》而獲得奧斯卡最佳女配角獎，成為首位獲得奧斯卡獎的亞洲藝人。她後來在1958年的美國國家廣播公司綜藝節目《The Gisele MacKenzie Show》中演唱《How Deep Is the Ocean》。
她在1958年也因為百老匯首演的音樂劇《花鼓戲》而入圍了東尼獎最佳音樂類女主角獎。這齣音樂劇也上映了2年之久。《時代雜誌》也以「她對藝術的熱情使得她的演出是一種寧靜的魔術」這樣的標題撰文描寫梅木三吉 。她接著也在音樂劇改編的電影《花鼓戲》中演出，並因此而入圍金球獎。
雖然在許多電視綜藝節目擔任來賓，不過直到1962年，梅木三吉只在4部劇情片中演出，分別是《花鼓戲》（1961年）、《Cry for Happy》（1961年）、《The Horizontal Lieutenant》（1962年）及《A Girl Named Tamiko》（1963年）。從1969年至1972年間，她在電視劇《埃迪父親的求愛》中扮演一位婦人（李文斯頓太太），並因此第3度入圍金球獎。最後她隨著節目結束而宣布退休。

## 私生活
梅木三吉與電視劇導演Wynn Opie在1958年結婚，不過最後在1967年離婚收場。不過她隨即在1968年嫁給導演Randall Hood，育有一子麥可，並在洛杉磯經營公司，專門租借器材給製片公司與大學電影課程。Randall Hood後來在1976年去世。梅木三吉早年長期住在好萊塢北部，後來則因為兒子的緣故而搬到密蘇里州。她在2007年8月28日因為癌症於密蘇里州利京（Licking）一家療養院去世。

## 電影作品
- 1953年：《玩爵士的女孩》
- 1957年：《櫻花戀》
  - 奧斯卡最佳女配角獎
  - 提名金球獎最佳電影女配角
- 1961年：《花鼓歌》
  - 提名金球獎最佳音樂及喜劇類電影女主角
- 1962年：《The Horizontal Lieutenant》
- 1963年：《A Girl Named Tamiko》

## 外部連結
- 梅木三吉在互联网电影资料库（IMDb）上的資料（英文）
- 梅木三吉在TV.com
- 互聯網百老匯資料庫（IBDB）上梅木三吉的資料（英文）
- New York Times bio
- 在Find a Grave上的梅木三吉

| 獎項                                | 獎項                    | 獎項                          |
| ----------------------------------- | ----------------------- | ----------------------------- |
| 上一届： 多蘿茜·馬隆 《苦雨戀春風》 | 奧斯卡最佳女配角 1957年 | 下一届： 溫蒂·希勒 《鴛鴦譜》 |